# Elecciones locales de Baranoa 2023
Las elecciones locales de Baranoa de 2023 se llevaron a cabo el domingo 29 de octubre de 2023 en el municipio de Baranoa, donde fueron elegidos los siguientes cargos que tomarán posesión el 1 de enero de 2024 para un período de cuatro años:
- Alcalde municipal
- Los 15 miembros del Concejo Municipal.

## Legislación
La Constitución de Colombia dice que los ciudadanos que tienen más de 18 años y que no están en la Fuerza Pública, ni en interdicción, ni condenados, pueden votar. Los que están presos o en reformatorios también pueden votar en los lugares que diga la Registraduría Nacional. Para votar, el ciudadano tiene que ir a la Registraduría a inscribir su identificación personal en un puesto de votación, porque no se hace automáticamente.
La Ley 136 de 1994 dice que para ser alcalde hay que ser ciudadano colombiano en ejercicio y haber nacido o vivido en el municipio o el área metropolitana donde se quiere ser alcalde por un año antes de inscribirse o por tres años seguidos en cualquier momento. El alcalde se elige por mayoría simple, sin importar cuántos votos más tenga que el segundo. Pero hay un proyecto de reforma constitucional en el Congreso de la República que quiere poner segunda vuelta para elegir al alcalde de la ciudad.
La Constitución y la Ley Estatutaria de Garantías Electorales prohíben que los funcionarios públicos del Distrito hagan propaganda electoral por o contra algún partido, agrupación o movimiento político, usando publicaciones, estaciones de televisión y de radio o imprenta pública. También les prohíben molestar, presionar o influir de alguna manera en sus subalternos para que apoyen alguna causa, campaña o controversia política.
La Registraduría Nacional del Estado Civil y el Consejo Nacional Electoral son los organismos que se encargan de organizar el evento administrativamente.

## Candidatos a la Alcaldía de Baranoa
A continuación un listado de personas que han expresado su voluntad de ser Alcalde de Baranoa. Las columnas individuales presentan el movimiento o partido oficialista con la que los candidatos se inscribieron oficialmente a la Alcaldía de Baranoa, de igual manera, las tablas individuales muestran únicamente el último cargo público ejercido por cada uno de los candidatos durante su carrera.
|                                                |                                    |                                                       |                              |                                                      |                                                                                   |
| Néstor Brugés Medina                           | Amelia Lamadrid Florian            | Luis Gastelú Mosquera                                 | Mery Heredia De Insignares   | Wilmer Barandica Cepeda                              | Edinson Palma Jiménez                                                             |
|                                                |                                    |                                                       |                              |                                                      |                                                                                   |
| (42 años) Economista                           | Política y exconcejala de Baranoa  | Abogado                                               | Profesora                    | Profesor del SENA, y activista social                | (43 años) Abogado y político                                                      |
| Secretario del Interior de Baranoa (2020-2022) | Exconcejala de Baranoa (2016-2019) | Abogado consultor del Hospital de Baranoa (2021-2022) | Profesora de escuela pública | Profesor del Servicio Nacional de Aprendizaje (2020) | Subsecretario de Gestión de Desastres de la Gobernación del Atlántico (2016-2019) |

## Resultados
El domingo 29 de octubre de 2023 se realizaron las elecciones locales en el municipio de Baranoa, Atlántico, donde se eligieron el alcalde y los concejales para el período 2024-2027. El candidato Edinson Palma Jiménez, del grupo significativo de ciudadanos El Sentir de Todos, co-avalado por otros partidos, fue el ganador de la alcaldía con el 55,52% de los votos válidos. El segundo lugar lo obtuvo Wilmer Barandica Cepeda, del Partido Liberal Colombiano, con el 36,48%1. En el concejo municipal, el partido con más curules fue Cambio Radical, con cinco, seguido por el Partido Liberal, con cuatro. La participación electoral fue del 75,32%, con 38.902 sufragantes de 51.646 habilitados. A continuación se presentan los reultados para cada elección.

### Alcaldía Municipal
|  | 55,52 % |

|  | 36,48 % |

|  | 4,31 % |

|  | 0,88 % |

|  | 0,52 % |

|  | 0,17 % |

|  | 2,08 % |

|  | 0,86 % |

|  | 2,02 % |

|  | 75,32 % |

### Concejo Municipal de Baranoa
Para asignar las curules del Concejo Municipal de Baranoa se utiliza el sistema de cifra repartidora. La votación para la conformación de este órgano arrojó los siguientes resultados para cada partido o coalición que presentó una lista de candidatos:
|  | 32.17 % |

|  | 19.84 % |

|  | 16.30 % |

|  | 11.04 % |

|  | 7.37 % |

|  | 6.60 % |

|  | 3.70 % |

|  | 0.57 % |

|  | 0.32 % |

|  | 2.04 % |

|  | 1.84 % |

|  | 2.40 % |

|  | 49.47 % |

     – Partidos que no superaron el umbral.

#### Concejales electos
Para el Concejo de Baranoa se eligen 15 concejales que se dan en los preconteos, donde cabe resaltar que el G.S.C. Juntos ostentaba una tercera curul, sin embargo, al momento del candidato Wilmer Barandica Cepeda aceptar su curul que le otorga el Estatuto de Oposición por ocupar el segundo lugar en la elección a la Alcaldía, el G.S.C. perdió la curul, convirtiéndose Barandica así en el décimo quinto concejal. a continuación los resultados de los concejales electos.
| Concejal Electo                    | Partido                                             | Votos  |
| ---------------------------------- | --------------------------------------------------- | ------ |
| Sebastián Andrés Uricochea         | Partido Cambio Radical                              | 1.379  |
| René De Jesús Cano Barrios         | Partido Cambio Radical                              | 1.194  |
| Diego Luis Santiago Santiago       | Partido Cambio Radical                              | 1.041  |
| Jorge Leonardo Hernández           | Partido Cambio Radical                              | 982    |
| Rafael Ángel Bolívar Rodríguez     | Partido Cambio Radical                              | 935    |
| Jesus Andrés Jiménez Briñez        | Partido Liberal Colombiano                          | 1.419  |
| Calixto Rafael Araújo De La Hoz    | Partido Liberal Colombiano                          | 845    |
| Hernando Enrique Silvera Consuegra | Partido Liberal Colombiano                          | 825    |
| Elka Vanesa Sanjuan LLanos         | G.S.C. Juntos                                       | 1.577  |
| Carlos Alberto Sierra Solano       | G.S.C. Juntos                                       | 695    |
| Leisver Enrique Salguedo Silvera   | Partido Conservador Colombiano                      | 1.029  |
| Cesar Augusto Bustamante Ruiz      | Partido Conservador Colombiano                      | 841    |
| Alba Ester Dickson Acosta          | Movimiento Autoridades Indígenas de Colombia "AICO" | 498    |
| Luis Felipe Ochoa Quiceno          | Partido de Unión por la Gente                       | 1.437  |
| Wilmer Barandica Cepeda            | Partido Liberal Colombiano                          | 13.783 |